# Alfred William Flux

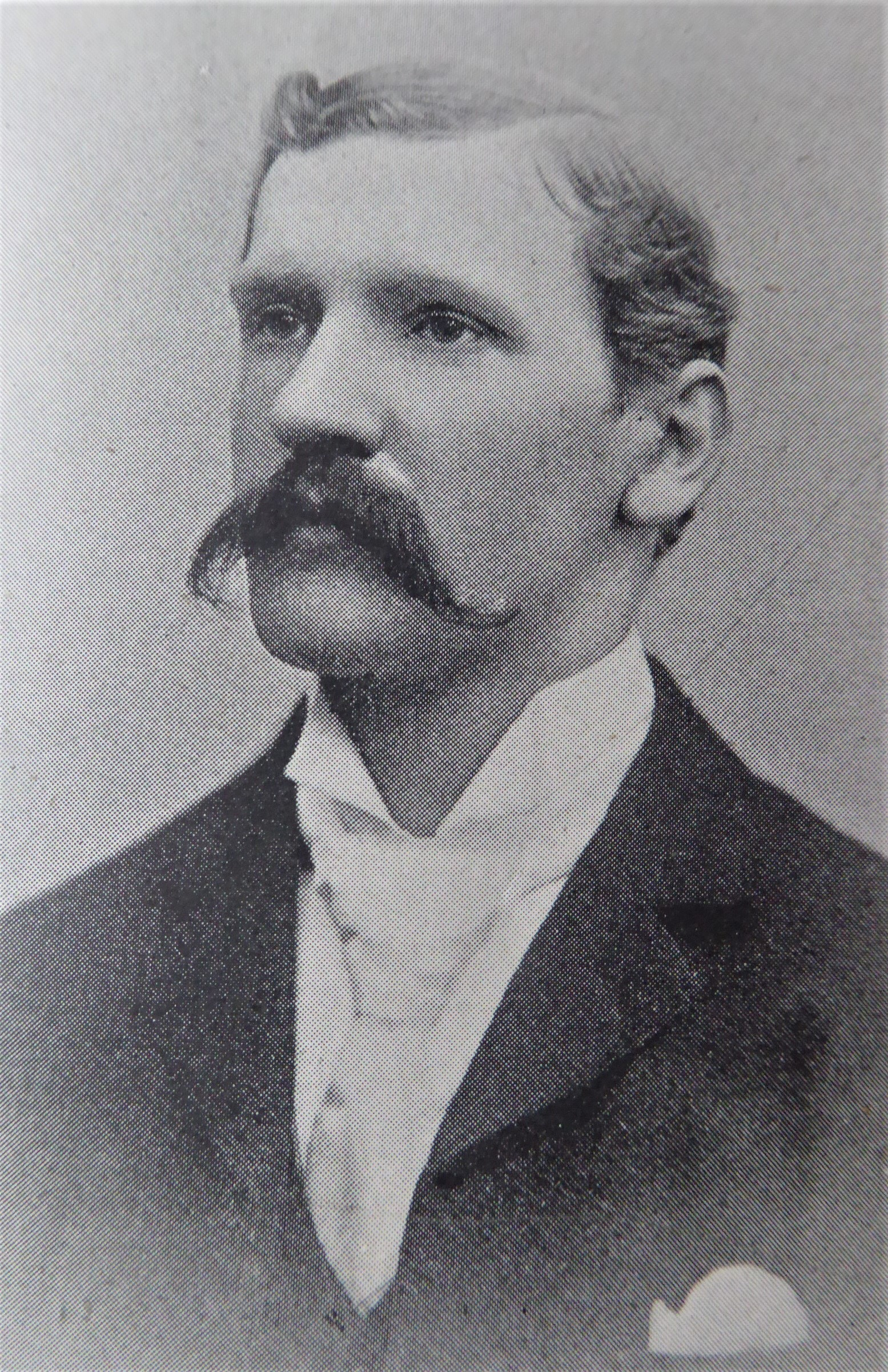
Alfred William Flux

Alfred William Flux (1867–1942) – brytyjski ekonomista i statystyk. Dwukrotnie zdobył Medal Guya za osiągnięcia w dziedzinie statystyk: pierwszy medal srebrny, drugi zaś złoty. Pełnił funkcję przewodniczącego Królewskiego Towarzystwa Statystycznego. Jego nauczycielem, a później długoletnim przyjacielem był ekonomista Alfred Marshall.

## Publikacje książkowe
- Economic Principles (1904)